# Rodakove
Rodakove (en ucraniano: Родакове; en ruso: Родаково, romanizado: Rodakovo) es un asentamiento urbano ucraniano perteneciente al óblast de Lugansk. Situado en el este del país, hasta 2020 era parte del raión de Slovianoserbsk, pero hoy es parte del raión de Alchevsk y centro del municipio (hromada) de Zimogiria.
El asentamiento se encuentra ocupado por Rusia desde la guerra del Dombás, siendo administrada como parte de la de facto República Popular de Lugansk.

## Geografía
Rodakove está situado en el margen derecho del río Lugan, 16 km al sur de Slovianoserbsk y 21 km al oeste de Lugansk. 

## Historia
Rodakove se fundó en la década de 1880 como un asentamiento de estación para la línea ferroviaria inaugurada en 1878. El nombre del pueblo proviene del apellido de su fundador, un descendiente de los húsares de Slovianoserbsk, Viktor Rodakov. En 1910-1911, se abrió la estación de Rodakove y en 1912 se inauguró un depósito de locomotoras. 
En abril de 1918, los escuadrones de castigo del líder comunista Kliment Voroshílov estaban estacionados en la estación del pueblo. Se le otorgó a Rodakove el estatus de asentamiento de tipo urbano en 1938. 
Durante la Segunda Guerra Mundial, Rodakove fue ocupado por el ejército alemán en 1942-1943.
La vía férrea que la atraviesa fue electrificada en 2007.
Durante la guerra del Dombás, Rodakove fue ocupado por separatistas prorrusos durante varios meses. El 23 de agosto de 2014, las tropas ucranianas liberaron la aldea de los terroristas prorrusos, pero terminaron recuperando el asentamiento para la autoproclamada República Popular de Lugansk. Durante los combates del 28 al 30 de enero de 2015, alrededor de 6 unidades de vehículos blindados terroristas rusos fueron destruidas cerca de Rodakove.

## Demografía
La evolución de la población de Rodakove entre 1989 y 2022 fue la siguiente:
| 7552                                                          | 6670 | 6292 | 6252 | 6155 | 6099 |
| (Fuente: Cities & Towns of Ukraine y UKRAINE: Größere Städte) |      |      |      |      |      |

Según el censo de 2001, la lengua materna de la mayoría de los habitantes, el 57,54%, es el ruso; del 40,37% es el ucraniano.

## Infraestructura

### Transporte
Rodakove es un importante nudo ferroviario donde se conectan las líneas Debáltseve-Lugansk y Sentianivka-Lutúgine.

## Personas ilustres
- Oleksandr Liashko (1915-2002): político soviético ucraniano que fue presidente del Consejo de Ministros de la RSS de Ucrania durante más de 15 años.